# Pennadam

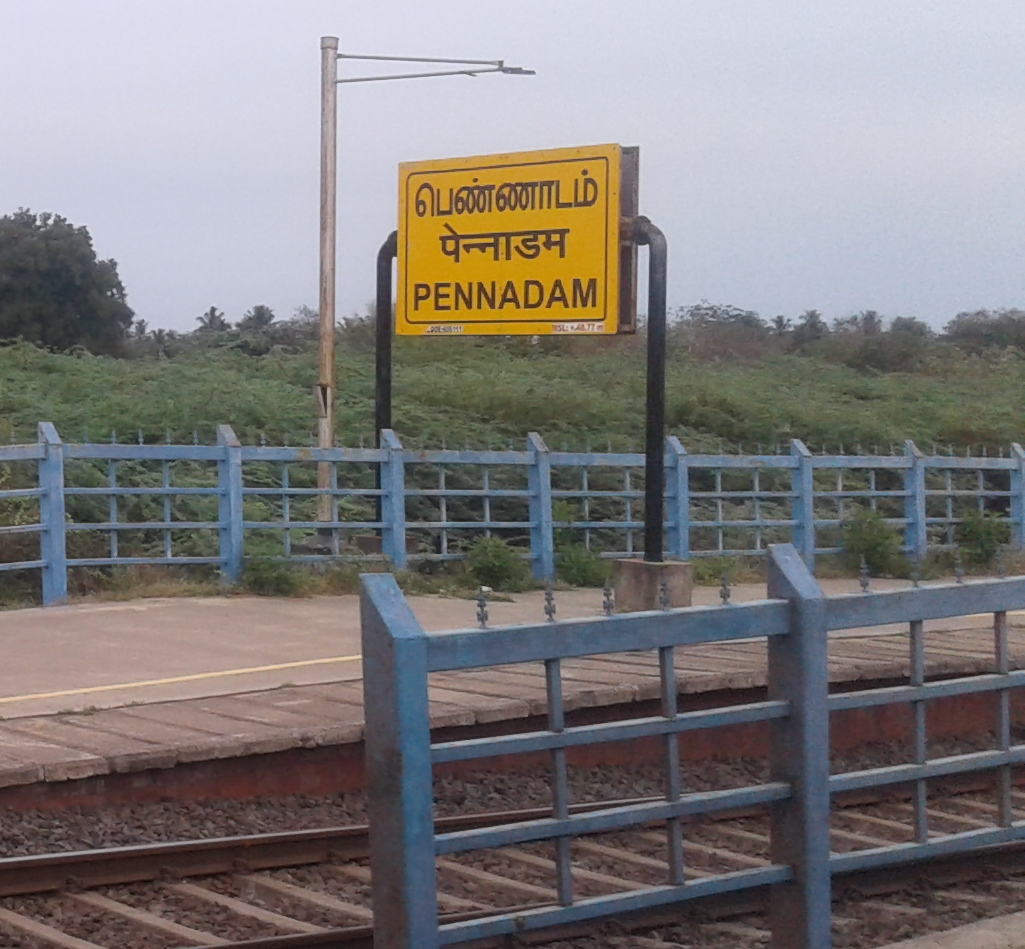
Pennadam Stazione ferroviaria

Pennadam (o Pennadom) è una suddivisione dell'India, classificata come town panchayat, di 17.142 abitanti, situata nel distretto di Cuddalore, nello stato federato del Tamil Nadu. In base al numero di abitanti la città rientra nella classe IV (da 10.000 a 19.999 persone).

## Geografia fisica
La città è situata a 11° 24' 0 N e 79° 13' 60 E e ha un'altitudine di 53 m s.l.m..

## Società

### Evoluzione demografica
Al censimento del 2001 la popolazione di Pennadam sommava a 17.142 persone, delle quali 8.687 maschi e 8.455 femmine. I bambini di età inferiore o uguale ai sei anni assommavano a 1.950, dei quali 989 maschi e 961 femmine. Infine, coloro che erano in grado di saper almeno leggere e scrivere erano 11.074, dei quali 6.342 maschi e 4.732 femmine.